# تجنب
التجنّب هو فعل الرفض الاجتماعي أو المسافة العاطفية. في السياق الديني، يعتبر التجنّب قراراً رسمياً عن طريق طائفة أو مجموعة لوقف التفاعل مع فرد أو مجموعة، ويتّبع مجموعة معينة من القواعد. يختلف عن الحرمان الكنسي ولكن ربما يرتبط به.
يحدث الرفض الاجتماعي عندما يتجنب شخص أو مجموعة الارتباط عن قصد، ويمنع الاقتراب عادةً من الشخص أو المجموعة. يمكن أن يكون هذا قراراً رسمياً من قِبل مجموعة ما، أو إجراء جماعيًا أقل رسمية ينتشر إلى جميع أعضاء المجموعة كشكل من أشكال التضامن. وهي عقوبة ضد الجماعات، وغالباً ما ترتبط بالجماعات الدينية وغيرها من المنظمات والمجتمعات المتماسكة جيدًا. تشمل أهداف التجنّب الأشخاص الذين صُنفوا على أنهم مرتّدون أو مُخبرون أو منشقّون أو مفسدو الإضرابات أو أي شخص تعتبره المجموعة تهديداً أو مصدراً للصراع. تأسس الرفض الاجتماعي ليسبب أضرارًا نفسية وصُنّف على أنه تعذيب أو عقاب. الرفض العقلي هو إجراء فردي أكثر، إذ يتجاهل الشخص لا شعورياً أو عن عمد فكرة أو مجموعة من المعلومات المتعلقة بوجهة نظر معينة. تتكون بعض المجموعات من أشخاص يتجنبون نفس الأفكار.
الرفض الاجتماعي كان ولا يزال عقاباً تستخدمه العديد من النظم القانونية العرفية. تشمل هذه العقوبات نبذ أثينا القديمة والـ كاسبيكينغ التي لا تزال تستخدم في مجتمع بالي.

## نظرة عامة
يمكن تقسيم التجنّب إلى سلوكيات وممارسات تسعى إلى إنجاز أي من الهدفين الأساسيين أو كليهما:
1. لتعديل سلوك العضو. يسعى هذا النهج إلى التأثير أو التشجيع أو الإجبار على طاعة السلوكيات المعيارية من الأعضاء، وربما يسعى إلى ثني أو تقديم عقبات أو إجبار على اجتناب سلوكيات معينة. ربما يتضمن التجنّب الانفصال عن العضو من قبل أعضاء آخرين في المجتمع ممن هم في مكانة جيدة. وربما يشمل المزيد من السلوكيات النفسية العدوانية (الموصوفة أدناه). قد يُنظر إلى هذا النهج على أنه تصحيحي أو عقابي (أو كليهما) من جانب عضوية المجموعة أو القيادة، وقد يُقصد به أيضاً أن يكون رادعاً.
2. لإزالة أو الحد من تأثير عضو (أو عضو سابق)على أعضاء آخرين في المجتمع. ربما يسعى هذا النهج إلى عزل أو تشويه السمعة أو بطريقة أخرى عدم تمكين هذا العضو، غالباً في سياق الإجراءات أو المناصب المدعومة من قبل ذلك العضو. قد يُنظر إلى هذا النهج على أنه يحد من الأضرار التي تلحق بالمجتمع أو قيادته، بالنسبة للمجموعات ذات معايير العضوية المحددة، خاصة المبنية على السلوكيات الرئيسية أو التعاليم الأيديولوجية. وغالباً ما يقترن هذا مع بعض أشكال الحرمان الكنسي.

ربما تسعى بعض الممارسات إلى
- نقل عضو معين من التأثير الخارجي العام لتوفير حماية نفسية أو عقائدية ضد السلوك أو الآراء الخارجية. يمكن أن تختلف الأهمية من قطع العلاقات إلى مخاصمة المجموعة وصولاً إلى قطع الاتصال الجنسي مع غير المنتسبين إلى المجموعة.

عادةً يوافق على التجنب (في بعض الأحيان مع الأسف) من قبل المجموعة المشاركة في التجنّب، وعادةً يُرفض بشدة من قبل هدف التجنب، ما يؤدي إلى استقطاب وجهات النظر. يستجيب هؤلاء الخاضعون لهذه الممارسة بشكل مختلف، ويعتمد ذلك عادة على ظروف الحدث وطبيعة الممارسات المطبقة. أضرّت الأشكال المتطرفة من التجنّب بالصحة النفسية والعلائقية لبعض الأفراد. تطورت الاستجابات لهذه الممارسة، معظمها حول مناصرة مناهضة التجنّب، هؤلاء المناصرون يسلطون الضوء على الآثار الضارة للعديد من هذه السلوكيات، ويسعون إلى الحد من هذه الممارسة من خلال الضغط أو القانون. تعمل مثل هذه المجموعات غالباً على مؤسسات أو منظمات داعمة لمساعدة ضحايا التجنّب للتعافي من الآثار الضارة، وفي بعض الأحيان لمهاجمة المنظمات التي تمارس التجنّب، كجزء من مناصرتهم. في العديد من المجتمعات المدنية، تُمارس أنواع التجنّب بحكم الواقع أو بحكم القانون، لإجبار أو تجنب السلوكيات أو الجمعيات التي تعتبر غير صحية. يمكن أن يشمل هذا:
- أوامر تقييدية أو روابط سلام (لتجنب العلاقات المسيئة).
- أوامر المحكمة بالانفصال (لتجنب جمعية إجرامية أو إغراء).
- إرشادات طبية أو نفسية لتجنب الربط (لتجنب العلاقات الخطرة، على سبيل المثال يرشد مدمني الكحوليات لتفادي الصداقة مع مدمني الكحول الذين لا يتعافون، أو تعطى تعليمات طبية للربو للحفاظ على بيئة خالية من التدخين).
- استخدام عمليات التحقق من الخلفية لتجنب توظيف الأشخاص الذين لديهم سجلات إجرامية (لتجنب الارتباط بالمجرمين، حتى عندما لا يكون للجرائم أي علاقة بوصف الوظيفة).

### التجنب بطريقة سرية
التجنب بطريقة سرية هو ممارسة يُحظر فيها شخص أو فعل بصمت. عندما يُحظر أي شخص بصمت، فإن المجموعة التي حُظر منها لا تتفاعل معه. يمكن القيام بذلك عن طريق توزيع قائمة سوداء سراً للإعلان عن آثام الشخص.
يمكن أن يحدث ذلك بشكل غير رسمي عندما يستنتج كل الأشخاص في مجموعة أو قائمة بريد إلكتروني أنهم لا يريدون التفاعل مع شخص ما. عندما يُحظر إجراء ما بصمت، تتجاهل طلبات هذا الإجراء أو تُرفض بتفسيرات مزيفة.

### الآثار
يستخدم مصطلح التجنّب غالباً كمصطلح تحقير لوصف أي تفكك مفروض تنظيمياً، واكتساب دلالة من سوء المعاملة والعدوان العلائقي. ويرجع ذلك إلى الأضرار الشديدة في بعض الأحيان العائدة إلى اضطراب العلاقات الطبيعية بين الأفراد، مثل الصداقات والعلاقات الأسرية. من المؤكد أن اضطراب العلاقات القائمة يسبب الألم، وهو على الأقل نتيجة غير مقصودة للممارسات الموصوفة هنا، على الرغم من أنه ربما يكون أيضاً في كثير من الحالات نتيجة مقصودة إجبارية. يمكن أن يكون لهذا الألم تأثيرات نفسية عامة ثانوية على تقدير الذات والثقة بالنفس والثقة والجدارة بالثقة، ويمكن أن يتلف الوظيفة النفسية، كما هو الحال مع أنواع الصدمات الأخرى، خاصة عندما يكون الشخص مظلوماً.
يشتمل التجنّب غالباً على عار ضمني أو صريح للعضو الذي ارتكب أفعالاً تراها المجموعة أو قيادتها خاطئة. ربما لا يكون هذا العار ضاراً نفسياً إذا كانت العضوية طوعية وقواعد السلوك واضحة قبل انضمام الشخص. ومع ذلك، إذا كانت القواعد تعسفية أو عضوية المجموعة ضرورية للأمن الشخصي أو السلامة أو الصحة أو تطبيق القواعد متناقض، يمكن لهذا العار أن يكون مدمراً للغاية. يمكن لذلك أن يكون ضاراً بشكل خاص إذا هوجمت المفاهيم أو تمت السيطرة عليها، أو طُبِقت بعض أدوات الضغط النفسي. هذا التشهير المبالغ فيه يعتبر تعذيبًا نفسيًا ويمكن أن يسبب ندوبًا دائمة.
يرتبط التأثير الضار الرئيسي لبعض الممارسات المتعلقة بالتجنّب بتأثيرها على العلاقات وخاصة العلاقات الأسرية. في أقصى درجاتها، قد تدمر الممارسات الزواج وتحطم العائلات وتفصل الأطفال وأولياء أمورهم. يمكن أن يكون تأثير التجنّب درامياً للغاية أو حتى مدمراً على المتجنبين، إذ يمكن أن يؤذي أو يدمر أقرب الروابط العائلية والزوجية والاجتماعية والعاطفية والاقتصادية.
يحتوي التجنّب على مظاهر تُعرف بالعدوان العلائقي (البديل) في الأدب النفسي. عندما يستخدم من قبل أعضاء الكنيسة وأحد الوالدين (الزوج- الزوجة) ضد أحد الوالدين المحروم كنسياً (من العشاء الرباني) فإنه يحتوي على عناصر ما يسميه علماء النفس النفور من الآباء. قد يتسبب التجنب المبالغ فيه في صدمات للمتجنبين (ولمن يعيلهم رب الأسرة) على غرار ما دُرِس في علم نفس التعذيب.
أيضاً، يُعد التجنب آلية في هجران العائلة. عندما يعزل طفل بالغ أو نسيب أو أحد الوالدين جسدياً و/ أو عاطفياً نفسه عن الأسرة دون مبرر مناسب، فإن الفعل يسبب صدمات للعائلة.